# Уранија (алманах)
Уранија (алманах) је излазио од 1837. до 1838. године у Београду. Објављене су две књиге.

## Издавач
Уредник Ураније био је Димитрије Тирол (1793 — 1857) српски писац, преводилац, географ, историчар, сликар портретиста, уредник. Покренуо је и часопис "Темишварски календар" у Темишвару 1853. године. Био је управник српских школа у Темишвару и инспектор Државне штампарије у Београду.

## Основне информације
Прва свеска алманаха не разликује се од последњег годишта Забавника, са две рубрике: преведене приповетке и прилози. У другој години су уведене измене; остале су и даље две рубрике, преведене приповетке разних преводилаца "Поучитељне забаве" и "Смесице" - прилог са песмама, преводима филозофских текстова, писмима, научним расправама, историјским чланцима, полемикама итд. 

## Сарадници
Бројни су сарадници Ураније: поред горе поменутих, ту су и Алекса Б. Ристић, учитељ у Шапцу, Димитрије Исаиловић, уредник Српских новина, Илија Станојевић, парох из Зеоке, Јован Стејић, доктор медицине, Лазо Зубан, секретар великог суда у Крагујевцу, Татомир Миловук, учитељ у Смедереву и многи други.